# Santoche
Santoche is een plaats en voormalige gemeente in het Franse departement Doubs in de regio Bourgogne-Franche-Comté en telt 78 inwoners (2009). De plaats maakt deel uit van het arrondissement Montbéliard.

## Geschiedenis
De gemeente maakte deel uit van het kanton Clerval totdat dit op 22 maart 2015 werd opgeheven en de gemeenten werden opgenomen in het op die dag gevormde kanton Bavans. Op 1 januari 2017 fuseerde Santoche met de buurgemeente Clerval tot de commune nouvelle Pays-de-Clerval.

## Geografie
De oppervlakte van Santoche bedraagt 2,1 km², de bevolkingsdichtheid is dus 37,1 inwoners per km².
De onderstaande kaart toont de ligging van Santoche met de belangrijkste infrastructuur en aangrenzende gemeenten.

## Demografie
Onderstaande figuur toont het verloop van het inwonertal.